# Aliabad-e Szams
Aliabad-e Szams (perski: علي ابادشمس) – wieś w południowym Iranie, w ostanie Fars. W 2006 roku miejscowość liczyła 618 mieszkańców w 144 rodzinach.